# Burgheim

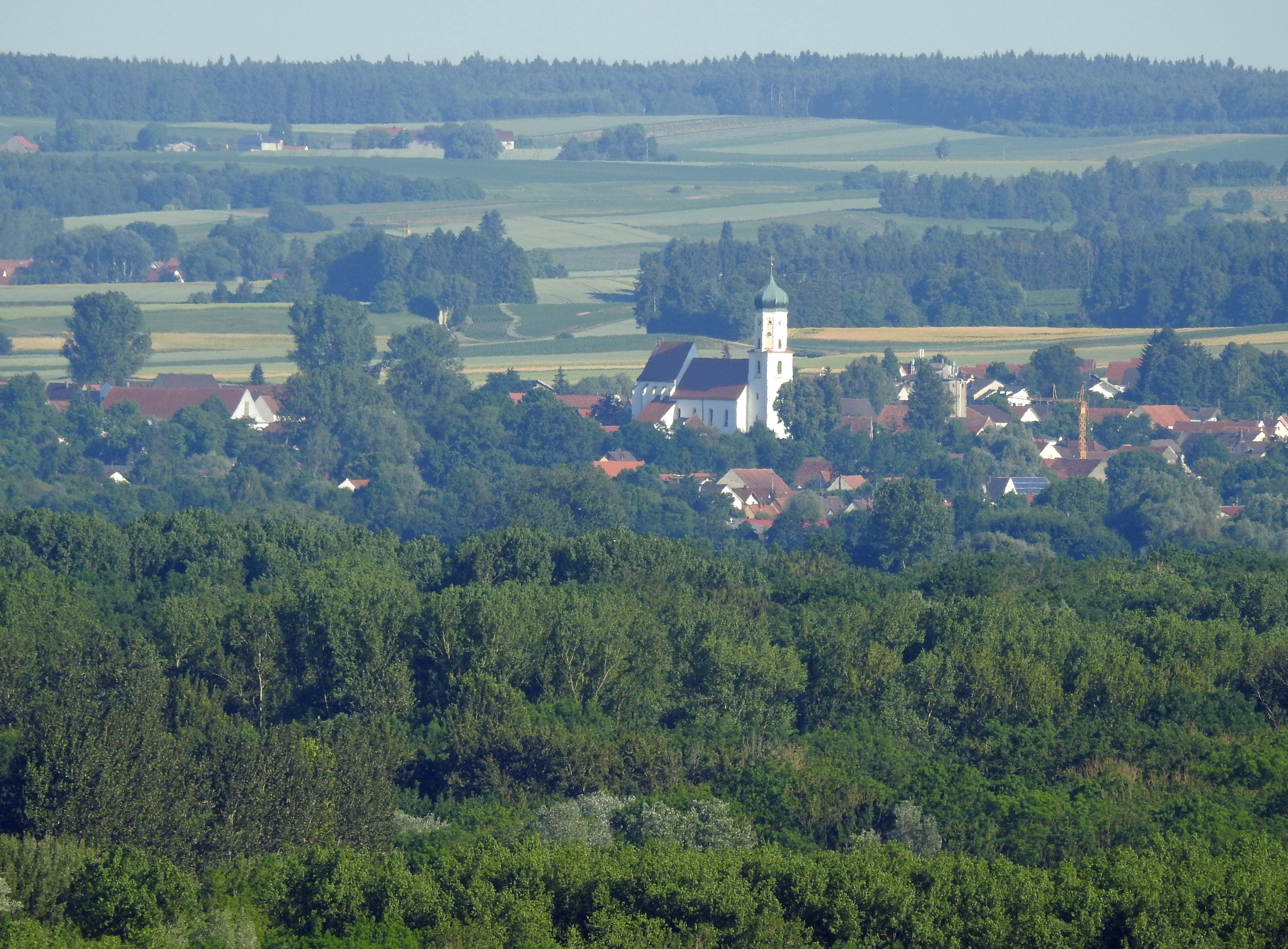
Burgheim von Nordwesten

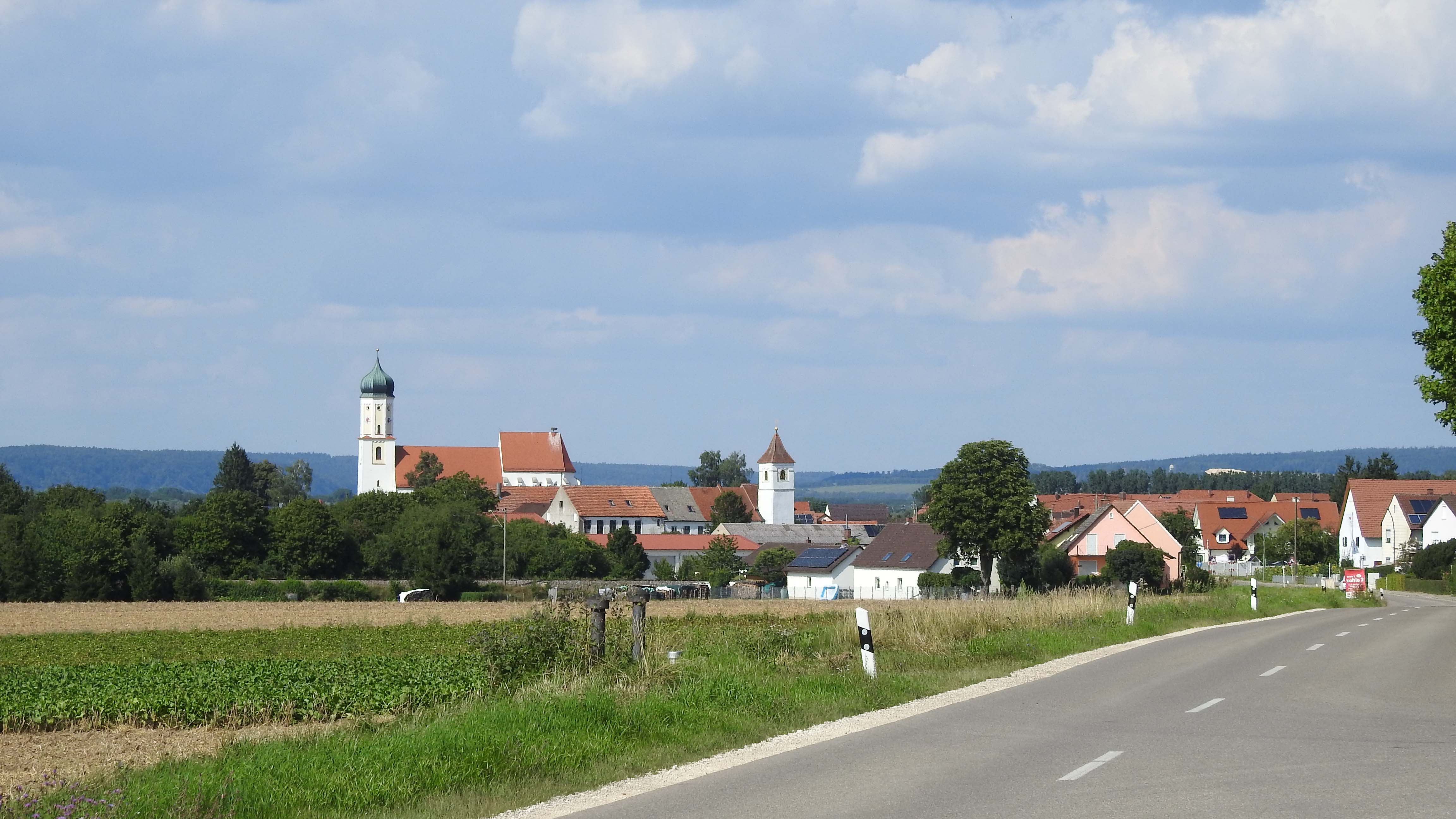
Burgheim von Süden

Burgheim ist ein Markt im oberbayerischen Landkreis Neuburg-Schrobenhausen.

## Geografie
Der Markt Burgheim liegt in der Planungsregion Ingolstadt. Das Gemeindegebiet erstreckt sich vom Donautal – die Ortsmitte ist 4 km vom Donau-Kraftwerk Bertoldsheim entfernt – zu den flachen, tertiären Höhen der Aindlinger Terrassentreppe.

### Gemeindegliederung
Es gibt 17 Gemeindeteile (in Klammern sind der Siedlungstyp und die Einwohnerzahlen, Stand 1. Januar 2017, angegeben):
- Biding (Weiler mit Kirche, 38)
- Burgheim (Hauptort, 2814)
- Dezenacker (Pfarrdorf, 81)
- Eschling (Weiler mit Kirche, 32)
- Grasmühle (Einöde)
- Hirst (Einöde)
- Illdorf (Pfarrdorf, 291)
- Kunding (Kirchdorf, 111)
- Längloh (Weiler mit Kirche, 38)
- Langwiedmühle (Einöde)
- Leidling (Pfarrdorf, 180)
- Moos (Dorf, 27, Stand: 06.07.2024)
- Oggermühle (Einöde)
- Ortlfing (Pfarrdorf, 219)
- Schnödhof (Einöde)
- Straß (Pfarrdorf, 800)
- Wengen (Kirchdorf, 90)

### Nachbargemeinden
- Rennertshofen
- Oberhausen
- Ehekirchen
- Rain (Landkreis Donau-Ries)
- Niederschönenfeld (Landkreis Donau-Ries)
- Marxheim (Landkreis Donau-Ries)

## Geschichte
Burgheim war archäologischen Ausgrabungen zufolge spätestens in der mittleren bis späten Bronzezeit (ca. 1600 bis 1300 v. Chr.) besiedelt, Gemeindeteile wie zum Beispiel  Dezenacker bereits um 5000 v. Chr. in der Jungsteinzeit.
Die Römer errichteten um 40 n. Chr. hinter dem heutigen Schurihaus ein Holz-Erde-Kastell, aus dem sich im frühen 2. Jahrhundert n. Chr. eine römische Siedlung entwickelte, die bis ins 2. Drittel des 3. Jahrhunderts bestand. Vermutlich um 300 n. Chr. wird auf dem Kirchberg aus Steinquadern ein spätrömisches Kastell errichtet, das archäologisch nachgewiesen ist und mit dem schriftlich überlieferten Parrodunum gleichgesetzt wird. Trifft dies zu, wäre in Burgheim die etwa 120 Mann starke Truppeneinheit Cohors prima Herculea Raetorum stationiert gewesen.
Gräber links und rechts der Donauwörther Straße sowie Siedlungsfunde im Ortskern mit der bekannten „Burgheimer Ware“, einem hier zum ersten Mal entdeckten Keramiktyp, belegen eine relativ dichte Besiedlung im frühen Mittelalter (6. bis 10. Jahrhundert). Auch die meisten der heutigen Gemeindeteile haben ihre Siedlungsursprünge in dieser Zeit.
Um 1147 wird Burgheim in einer Urkunde des Klosters Indersdorf zum ersten Mal schriftlich erwähnt. Der Name Burgheim = Heimstätte an einer Burg ist auf die damals noch sichtbaren römischen Kastellreste zurückzuführen, die als Burg bezeichnet wurden, ähnlich wie in Neuburg oder Regensburg.
Spätestens zu Beginn des 14. Jahrhunderts erhält Burgheim seinen Marktstatus. Der früheste Beleg findet sich in einer Eichstätter Urkunde vom 2. Oktober 1326. Mit der Erhebung zum Markt dürfte auch das bis heute kaum veränderte Wappen mit Mauer und Turm entstanden sein.
Vom 11. Jahrhundert bis um 1342 stand Burgheim unter der Herrschaft der „Grafen von Lechsg(e)münd“, später „Lechsg(e)münd-Graisbach“ genannt. Eine Burganlage oder ein anderer Adelssitz konnte aber bis heute nicht in Burgheim nachgewiesen werden. Sicher ist, dass Graf Berthold zusammen mit seiner Frau Adelheid im Jahre 1240/41 mit frommen Burgheimerinnen (vermutlich Beginen) das Zisterzienserinnen-Kloster in Niederschönenfeld gründete. Um 1342 fällt das Lechsgmünd-Graisbachsche Gebiet an das Herzogtum Neuburg. Burgheim gelangt zum Landvogtamt Neuburg, trägt aber fortan den zweiten Ortsnamen „Grafenburgheim“, der bis 1937 (!) benutzt wird. Bei der dritten bayerischen Landesteilung im Jahre 1392 kommt Burgheim wie auch Neuburg zum Teilherzogtum Bayern-Ingolstadt, 1445 zum Teilherzogtum Bayern-Landshut.
Ab 1509 gehört Burgheim rund 300 Jahre lang zum Fürstentum Pfalz-Neuburg und ist damit Grenzort zum nahen Baierischen (Herzogtum Oberbayern), das an der Brücke nach Staudheim begann. Während des Dreißigjährigen Krieges wüten die Schweden 1632/1633 auch in Burgheim und zerstören die Pfarrkirche. 1646 wird in Burgheim eine Rosenkranzbruderschaft gegründet, die bis in die 1940er-Jahre existierte. 1649/50 rafft die Pest 174 Burgheimer dahin, so dass man eine bis heute bestehende Wallfahrt nach Mauern gelobte.
Handwerksurkunden aus dem 16. und 17. Jahrhundert belegen zwar eine rege wirtschaftliche Tätigkeit als regionales Zentrum mit regelmäßigen Markttagen, doch bleibt die Landwirtschaft, ob im Haupt- oder Nebengewerbe, bis weit nach dem Zweiten Weltkrieg die Existenzgrundlage der meisten Einwohner.
1806 gelangt Burgheim zum Königreich Bayern, das zunächst in Kreise, die späteren Regierungsbezirke, eingeteilt wird. Burgheim kommt zum neu geschaffenen, aber kurzlebigen Altmühlkreis. Nach dessen Auflösung im Jahre 1810 gehört man zum Oberdonaukreis, der 1838 in „Schwaben und Neuburg“ umbenannt wird.
Im Zweiten Weltkrieg wurde die Gemeinde teilweise zerstört und am 27. April 1945 von den Amerikanern besetzt.
Mit der Gebietsreform von 1972 gelangte Burgheim zusammen mit Neuburg a. d. Donau vom Regierungsbezirk Schwaben zum Regierungsbezirk Oberbayern, vom Landkreis Neuburg a. d. Donau in den neu gebildeten Landkreis Neuburg-Schrobenhausen. Im Zuge dieser Gebietsreform wurde am 1. Januar 1972 die Gemeinde Ortlfing (mit Gemeindeteil Biding) eingegliedert. Am 1. Juli 1972 kamen Dezenacker, Moos, Illdorf (mit Gemeindeteil Längloh) und Wengen (mit Gemeindeteilen Eschling und Hirst) hinzu. Am 1. Oktober 1973 folgte Straß (mit der Einöde Langenwiedmühle). Leidling wurde am 1. Juli 1975 zu einem Gemeindeteil des Marktes Burgheim. Mit Kunding wurde am 1. Juli 1976 die Reihe der Eingemeindungen abgeschlossen.

### Einwohnerentwicklung
- 01.12.1840: 2.518 Einwohner
- 01.12.1871: 2.672 Einwohner
- 01.12.1900: 2.628 Einwohner
- 16.06.1925: 3.197 Einwohner
- 17.05.1939: 3.090 Einwohner
- 13.09.1950: 4.308 Einwohner
- 06.06.1961: 3.596 Einwohner
- 27.05.1970: 3.783 Einwohner
- 25.05.1987: 4.056 Einwohner
- 09.05.2011: 4.504 Einwohner
- 2012:	4.521 Einwohner
- 2013:	4.500 Einwohner
- 2014:	4.566 Einwohner
- 2015:	4.637 Einwohner
- 2016:	4.654 Einwohner
- 2017:	4.626 Einwohner
- 2018:	4.598 Einwohner
- 2019:	4.551 Einwohner
- 2020:	4.525 Einwohner
- 2021:	4.524 Einwohner
- 2022:	4.651 Einwohner

Quelle: BayLfStat
Zwischen 1988 und 2019 wuchs der Markt von 4139 auf 4551 um 412 Einwohner bzw. um 10,0 %.

## Religion
Die katholische Pfarrei St. Cosmas und Damian Burgheim ist Sitz der Pfarreiengemeinschaft Burgheim und gehört zum Dekanat Neuburg-Schrobenhausen im Bistum Augsburg. Zur Pfarrei gehören auch Oggermühle und Grasmühle, der Schnödhof sowie die Filialkirche St. Ottilia in Wengen.
Zur Pfarreiengemeinschaft Burgheim gehören die Pfarreien St. Cosmas und Damian in Burgheim, St. Johannes Baptist in Illdorf, St. Georg in Leidling, St. Stephanus in Ortlfing und Mariä Himmelfahrt in Straß.
Der Gemeindeteil Dezenacker mit seiner Pfarrkirche St. Elisabeth ist Teil der Pfarreiengemeinschaft Sinning, einem Ort in der östlichen Nachbargemeinde Oberhausen. Der Gemeindeteil Kunding ist eine Filiale der Pfarrei Gempfing und mit ihr Teil der Pfarreiengemeinschaft Bayerdilling.
Burgheim war früher ein eigenes Landkapitel, das Erzbischof Antonius von Steichele, damals noch Domkapitular, 1864 ausführlich mit den damals zugehörigen 19 Pfarreien beschrieben hat.

## Politik

### Bürgermeister
Erster Bürgermeister ist seit Mai 2014 Michael Böhm (CSU); er wurde am 15. März 2020 mit 57,5 % für weitere sechs Jahre gewählt. Seine Vorgänger waren Manfred Ludwig (CSU, 1972–1996) und Albin Kaufmann (1996–2014, Freie Wähler Bürgerblock).

### Gemeinderat
Der Marktgemeinderat hat 16 Mitglieder und 2 Ortssprecher für die Gemeindeteile Kunding und Leidling:
- CSU/JBB: 7 Sitze (45,7 %)
- Freie Wähler Bürgerblock: 6 Sitze (33,6 %)
- SPD: 3 Sitze (20,7 %)

(Stand: Kommunalwahl am 15. März 2020)

### Wappen und Flagge
Blasonierung: In Silber auf grünem Boden ein roter Zinnenturm auf durchgehender roter Zinnenmauer mit offenem Tor.
Dieses Wappen wird seit der Mitte des 14. Jahrhunderts geführt.
Wappenbegründung: Zinnenturm und Zinnenmauer ergeben ein für den Ortsnamen redendes Bild und versinnbildlichen gleichzeitig die spätestens im 12. Jahrhundert von den Grafen von Lechsgemünd-Graisbach auf dem Kirchberg erbaute Burg. Möglicherweise stellt die Wappenfigur auch das im 18. Jahrhundert wegen Baufälligkeit abgebrochene Obere Tor dar. Der Beginn der Siegelführung steht wohl mit der Verleihung von Marktprivilegien in Verbindung. Burgheim wird 1326 erstmals als Markt genannt (freundliche Mitteilung von Dr. Marcus Prell, Neuburg an der Donau). Das Siegel mit der Burg ist in Abdrucken seit 1344 bekannt und bleibt bis Ende des 18. Jahrhunderts weitgehend unverändert. Im 19. Jahrhundert kommt aufgrund der Schraffierung des Dienstsiegels von 1837 eine Tingierung in den bayerischen Landesfarben Silber und Blau in Gebrauch (silberne Burg im blauen Feld). Diese Farben entsprechen zugleich den Farben der Grafen von Graisbach, die im Mittelalter bis 1342 die Ortsherrschaft innehatten. Dennoch hat sich im 20. Jahrhundert die heutige Farbgebung in Silber und Rot durchgesetzt.
Auf diversen amtlichen Darstellungen findet sich unter dem Wappen die Jahreszahl 1336, dem bis 2020 vermuteten Jahr der ersten urkundlichen Erwähnung als Markt. Diese erste urkundliche Erwähnung wurde 2020 widerlegt. Seitdem trägt das offizielle Wappen – wie früher auch – keine Jahreszahl.
Als inoffizielle Gemeindefahne wird eine weiß-blaue Flagge in Verbindung mit dem Gemeindewappen verwendet.

## Kultur und Sehenswürdigkeiten
Am 21. September 2011 bildeten die acht Kommunen Dollnstein, Wellheim, Nassenfels, Egweil, Oberhausen, Burgheim, Rennertshofen und Neuburg an der Donau die ARGE Urdonautal, eine Arbeitsgemeinschaft, deren Zweck in der Förderung und Koordinierung des Tourismus im Urdonautal liegt.
Im Jahr 2018 schlossen sich die sieben Kommunen Burgheim, Wellheim, Oberhausen, Ehekirchen, Rohrenfels, Rennertshofen und Bergheim (Oberbayern) in einem gemeinsamen Kommunalunternehmen zusammen und gründeten die iKommZ Mittlere Donau gKU.
Die heimatgeschichtlichen Ausstellungen im Untergeschoss des Rathauses sowie in der „Alten Apotheke“ gegenüber dem Rathaus zeigen die Siedlungsgeschichte mit Funden vom Neolithikum bis zum Mittelalter. Verantwortlich ist der gemeindenahe Heimatgeschichtliche Verein Burgheim e. V.
Siehe auch:

## Wirtschaft und Infrastruktur

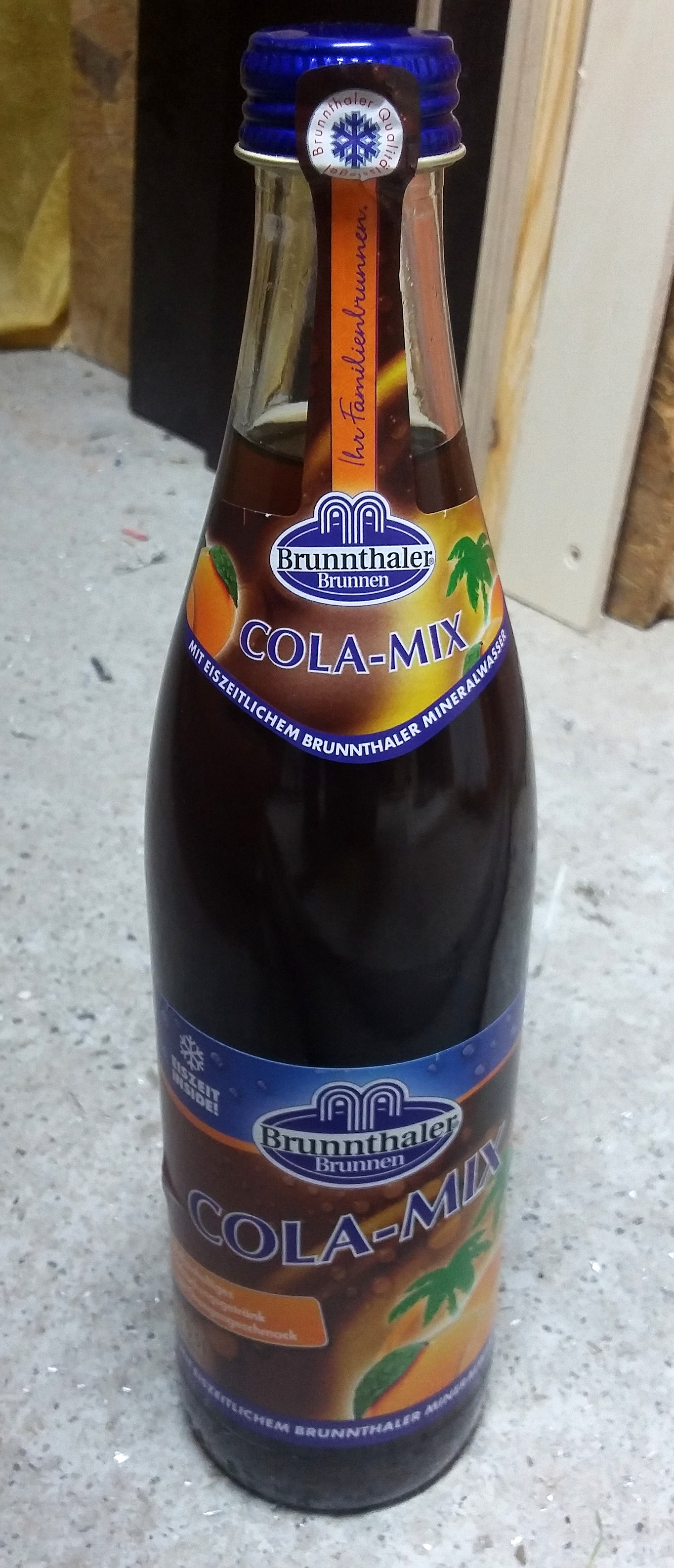
Eine Flasche Brunnthaler Cola-Mix

### Arbeitsplätze
2017 gab es in der Gemeinde 1251 sozialversicherungspflichtige Arbeitsplätze. Von der Wohnbevölkerung standen 1986 Personen in einem versicherungspflichtigen Beschäftigungsverhältnis. Damit war die Zahl der Auspendler um 735 Personen größer als die der Einpendler. 40 Einwohner waren arbeitslos.

### Unternehmen
Gewerblich ist die Marktgemeinde geprägt durch breit aufgestellte Mittelstands- und Handwerksbetriebe. Zu den größeren Firmen zählen:
- Getränkeunternehmen Brunnthaler Mineralbrunnen Brassler oHG, gegründet 1931[13]
- Holl GmbH, Klaus Gruppe, Tiefbau, Kanal- und Straßenbau
- Ignaz Schmid GmbH & Co. KG, Straßen-, Erd- und Kanalbau, Außenanlagen
- Mack Baugeräte GmbH
- Trouw Nutrition Deutschland GmbH, „Milkivit“ Tiernahrungsmittel
- Polytan GmbH, Sportstättenbau

Zwei Kreditinstitute unterhalten Geschäftsstellen:
- Sparkasse Neuburg-Rain
- VR Bank Neuburg-Rain

### Landwirtschaft
2016 gab es 91 landwirtschaftliche Betriebe. Diese bewirtschafteten insgesamt eine Fläche von 3326 ha. Von der Gemeindefläche sind 8,8 % (444 ha) bewaldet.

### Verkehr
Durch das Gemeindegebiet verläuft die Bundesstraße 16; die Marktgemeinde ist durch die Anschlussstellen in Burgheim und bei Straß gut an das überörtliche Verkehrsnetz angeschlossen. Burgheim liegt an der Donautalbahn Ingolstadt–Ulm mit einem Bahnhof sowie der Haltestelle Straß-Moos.
Etwa 700 m südöstlich des Ortszentrums liegt der Flugplatz Burgheim (ICAO-Code: DE-0358).

### Erziehung und Bildung
In der Gemeinde bestehen folgende Erziehungs- und Bildungseinrichtungen:
- 3 Kindertageseinrichtungen, gegliedert in 2 Kindergärten und 1 Kinderkrippe mit 186 genehmigten Plätzen und 186 betreuten Kindern (Stand 1. Februar 2024)[14]
- Grundschule Burgheim mit 176 Schülern (Schuljahr 2023/2025)[15]
- Mittelschule Burgheim mit 68 Schülern (Schuljahr 2023/2025; räumlich und organisatorisch mit der Grundschule verbunden)[16]
- Gemeindebücherei, Marktplatz 3, Burgheim

## Söhne und Töchter des Marktes
- Simprecht Lenk zu Burgkhaim und Gansshaim, Pfalzneuburgischer Kammerrat († 1564)
- Franz Mayr (1890–1952), Jurist, SA-Führer, Polizeipräsident in München, Regierungspräsident von Oberbayern
- Karl Oweger (1927–2014), Leichtathlet
- Heinz Schilcher (1930–2015), Apotheker und Hochschullehrer
- Heinz Paula (* 1951), deutscher Politiker und MdB (SPD)
- Bernd Meier (1972–2012), Fußballprofi und Torwarttrainer